# Haplopoma bimucronatum
Haplopoma bimucronatum is een mosdiertjessoort uit de familie van de Haplopomidae. De wetenschappelijke naam van de soort is, als Eschara bimucronata, voor het eerst geldig gepubliceerd in 1803 door Moll.